# Trophée Naranja
Pour les articles homonymes, voir Naranja.
Le Trophée Valencia Naranja (València Taronja en valencien) est un trophée estival de football organisé chaque année à la fin du mois d'août par le Valence CF. Il est organisé sous la forme d'un mini-tournoi réunissant trois équipes cependant certaines éditions se disputent sur un match unique.

## Palmarès

### Trophée Naranja
| Date | Vainqueur   | Second            | Troisième           |
| 1959 | Santos FC   | Valence CF        | Inter Milan         |
| 1960 | Non disputé | Non disputé       | Non disputé         |
| 1961 | Valence CF  | FC Barcelone      | Botafogo FR         |
| 1962 | Valence CF  | Sporting Portugal | Blackpool           |
| 1963 | Non disputé | Non disputé       | Non disputé         |
| 1964 | CR Flamengo | Valence CF        | Nacional Montevideo |

De 1965 à 1970 le trophée n'a pas été disputé.

### Trophée Valencia Naranja
- 1971 : Valence CF ( Espagne)
- 1972 : Bayern Munich ( Allemagne de l'Ouest)
- 1973 : Étoile rouge de Belgrade ( Yougoslavie)
- 1974 : PSV Eindhoven ( Pays-Bas)
- 1975 : Valence CF ( Espagne)
- 1976 : CSKA Sofia ( Bulgarie)
- 1977 : Borussia Mönchengladbach ( Allemagne de l'Ouest)
- 1978 : Valence CF ( Espagne)
- 1979 : Valence CF ( Espagne)
- 1980 : Valence CF ( Espagne)
- 1981 : Hungary XI ( Hongrie)
- 1982 : FC Kaiserslautern ( Allemagne de l'Ouest)
- 1983 : Valence CF ( Espagne)
- 1984 : Valence CF ( Espagne)
- 1985 : Boca Juniors ( Argentine)
- 1986 : CR Flamengo ( Brésil)
- 1987 : FC Barcelone ( Espagne)
- 1988 : Valence CF ( Espagne)
- 1989 : Valence CF ( Espagne)
- 1990 : Real Madrid ( Espagne)
- 1991 : Valence CF ( Espagne)
- 1992 : Dynamo Moscou ( Russie)
- 1993 : Valence CF ( Espagne)
- 1994 : Valence CF ( Espagne)
- 1995 : Atlético de Madrid ( Espagne)
- 1996 : Valence CF ( Espagne)
- 1997 : SE Palmeiras ( Brésil)
- 1998 : Valence CF ( Espagne)
- L'édition de 1999 n'a pas eu lieu.
- 2000 : Parme FC ( Italie)
- 2001 : Valence CF ( Espagne)
- 2002 : Valence CF ( Espagne)
- 2003 : Real Madrid ( Espagne)
- L'édition de 2004 n'a pas eu lieu.
- 2005 : Udinese Calcio ( Italie)
- 2006 : Valence CF ( Espagne)
- 2007 : Parme FC ( Italie)
- 2008 : Valence CF ( Espagne)
- 2009 : Valence CF ( Espagne)
- 2010 : Valence CF ( Espagne)
- 2011 : Valence CF ( Espagne)
- 2012 : Valence CF ( Espagne)
- 2013 : Valence CF ( Espagne)
- 2014 : Valence CF ( Espagne)
- 2015 : AS Rome ( Italie)
- 2016 : Valence CF ( Espagne)
- 2017 : Atalanta Bergame ( Italie)
- 2018 : Valence CF ( Espagne)
- 2019 : Inter Milan ( Italie)
- L'édition de 2020 n'a pas eu lieu en raison de l'épidémie Covid 19.
- 2021: Valence CF ( Espagne)
- 2022: Valence CF ( Espagne)
- 2023: Aston Villa ( Angleterre)
- 2024: Valencia CF ( Espagne)
- 2025: Valencia CF ( Espagne)

## Nombre de victoires
- 33 : Valence CF
- 2 : Real Madrid  , CR Flamengo , Parme FC
- 1 : Atlético de Madrid , FC Barcelone , Bayern Munich , Boca Juniors , Borussia Mönchengladbach , Dynamo Moscou , Étoile rouge de Belgrade , FC Internazionale Milano, FC Kaiserslautern , FK CSKA Sofia ,Hongrie , PSV Eindhoven , Santos FC , SE Palmeiras  et Udinese Calcio , Aston Villa ,

## Source
- http://www.rsssf.com/tablesn/naranja.html